# Hervé Gloaguen
Pour les articles homonymes, voir Gloaguen.
Hervé Gloaguen, né en 1937 à Rennes, est un photographe français.

## Biographie
Hervé Gloaguen étudie une année à l'École régionale des beaux-arts de Rennes avant d'aller à Paris en 1958 à l'École technique de photographie et de cinéma de la rue de Vaugirard qu'il fréquente durant six mois. Il travaille alors principalement dans le milieu du théâtre. 
Il effectue son service militaire dans la marine de 1960 à 1962 et, l'année suivante, Chris Marker le présente au magazine Réalités, et devient l'assistant  de Gilles Ehrmann.
En 1965, dans le cadre de son travail, il voyage à travers l'Europe et aux États-Unis où il aura l'occasion de photographier de nombreuses personnalités du jazz, sa passion musicale, parmi lesquels Louis Armstrong, Miles Davis, Ray Charles, etc.
Il photographie  Andy Warhol l'année suivante et, en 1970, fait un reportage sur les plasticiens vivant à Paris qui fera l'objet d'une publication.
En 1971, il entre à l'Agence VU puis, en 1972, participe à la création de l'Agence Viva avec Alain Dagbert, Martine Franck, Claude Dityvon, François Hers, Richard Kalvar, Jean Lattès et Guy Le Querrec. Il y restera dix ans, réalisant de nombreux reportages sur les différents partis communistes européens, la Révolution des œillets au Portugal en 1974, et la chute de Saïgon en 1975. 
Il dirige un atelier aux Rencontres d'Arles de 1978.
Hervé Gloaguen entre en 1982 à l'Agence Rapho et réalise des reportages pour le magazine GEO. 
L'Institut Mérieux et le Haut Commissariat des Nations unies pour les réfugiés, basé à Genève, lui commandent la couverture photographique de différents événements qui lui feront parcourir l'Afrique. De 1990 à 1998, il couvrira également les raids aériens d'Air Solidarité et réalisera un reportage au retentissement international sur le commerce mondial du sang. 
En 1997, il voyage en Bolivie et au Pérou.

## Collections publiques
- Paris, Bibliothèque nationale de France
- Lyon, Fondation nationale de la photographie
- Chalon-sur-Saône, musée Nicéphore-Niépce[3]
- Amsterdam, Stedelijk Museum (Pays-Bas)
- Musée des beaux-arts de Montréal (Canada)

## Publications
Liste non exhaustive
- Anne Tronche, L'art actuel en France, du cinétisme à l'hyperréalisme, préface de Gérald Gassiot-Talabot, Éditions Balland, 1973
- Edmond Humeau, Loire Angevine, Éditions Chêne, 1979
- J-F Chevrier, Lyon, Éditions Arthaud, 1982
- Rome la nuit, 1995
- À hauteur de Jazz, Éditions de La Martinière, 2009  (ISBN 2732439096)

## Expositions
Années 1970
- 1973 : Galerie Il Diaframma-Cannon, Milan (Italie) avec l'Agence Viva
- 1973 : The Photographer's Gallery, Londres avec l'Agence Viva
- 1973 : ICC, Anvers
- 1974 : Centaur Galerie, Montréal
- 1974 : Paris Musée d'Art moderne, exposition de cinquante photographies d'artistes français contemporains
- 1975 : Centre culturel français, New York
- 1975 : Arles, Rencontres Internationales de la Photographie, avec l'Agence Viva
- 1976 : Galerie Wilde, Cologne
- 1977 : Side Gallery, Newcastle, avec l'Agence Viva
- 1979 : Fnac Montparnasse, Paris

Années 1980
- 1982 : Lyon, Fonadation Nationale de la Photographie, « Lyon, portrait d'une ville »
- 1989 : Paris, Fnac Montparnasse, « Afriques »
- 1989 : Arles, RIP, et Paris, Fondation du Crédit Foncier de France, « Le miel et le bronze », cinquante portraits
- 1992 : Perpignan: , Visa pour l'Image, « Le marché mondial du sang »
- 1992 : Paris, Galerie Keller, « Portraits de femmes »
- 1995 : Paris, Centre culturel Franco-Vietnamien, « De Saïgon à Ho-Ch-Ming-Ville »
- 1996 : Paris, Fnac, « Des avions et des hommes »
- 1999 : Ouagadougou (Burkina Faso), « Des avions et des hommes »

Années 2000
- 2001 : Paris, Galerie Agathe Gaillard, « Jazz »
- 2006 : Gentilly, Maison de la Photographie Robert-Doisneau
- 2007 : Paris, musée du jeu de Paume, Site Sully, « Rétrospective Viva »
- 2009 : Paris, Galerie Arcturus, « À hauteur de Jazz »

Années 2010
- Du 25 au 27 juillet 2014 : Saint-Amant-Roche-Savine, festival La Belle Rouge, « Métro, boulot, zéro »
- Paris[Quand ?], Galerie Arcturus, « Artistes à Paris 1960-1970 »

## Iconographie
- Philippe Charliat, Portrait d'Hervé Gloaguen, 2003[4].